# Ronneby (comuna)
Ronneby (em sueco: Ronnebys kommun) é uma comuna da Suécia localizada no condado de Blekinge. Sua capital é a cidade de Ronneby. Possui 825 quilômetros quadrados e no censo de 2022, havia 29 169 residentes. Sua economia é comumente dominada pela administração pública, agricultura, silvicultura e pela pequena indústria manufatureira.

## Localidades
Localidades com mais população da comuna (2022):

| Localidade                     | População |
| ------------------------------ | --------- |
| Ronneby                        | 13 082    |
| Kallinge                       | 4 938     |
| Bräkne-Hoby                    | 1 719     |
| Listerby                       | 1 003     |
| Johannishus                    | 756       |
| Ronnebyhamn                    | 746       |
| Spjälkö - Saxemara             | 458       |
| Bökenäs - Korsanäs - Kuggeboda | 443       |
| Backaryd                       | 397       |
| Eringsboda                     | 283       |
| Hallabro                       | 269       |

## Património turístico
Alguns pontos turísticos mais procurados atualmente são: 
- Termas de Ronneby (Ronneby brunn) – Parque com jardins e moradias de madeira; restaurante, pousada para viajantes, banhos

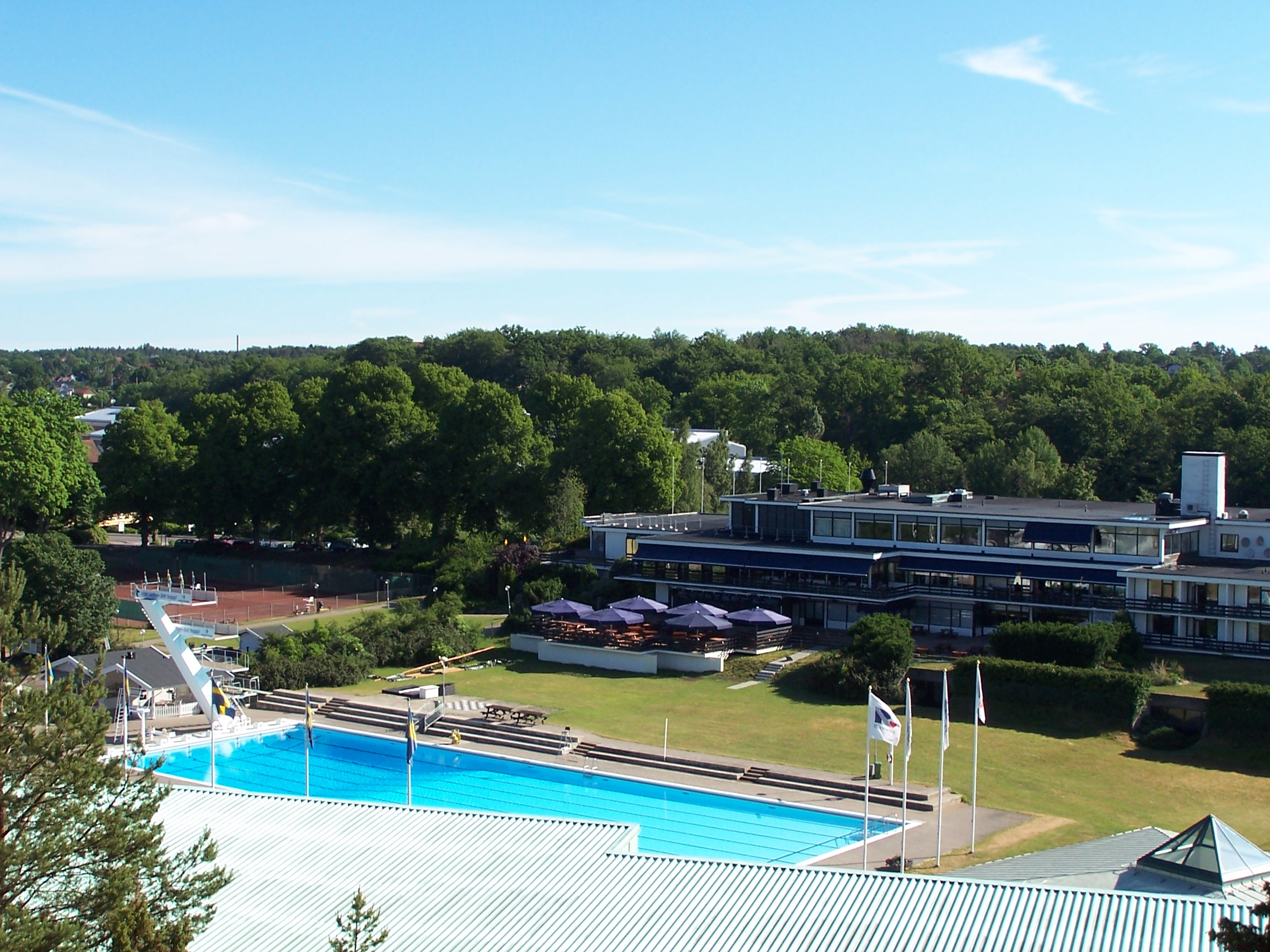
As termas de Ronneby brunn
A câmara municipal (br: prefeitura)
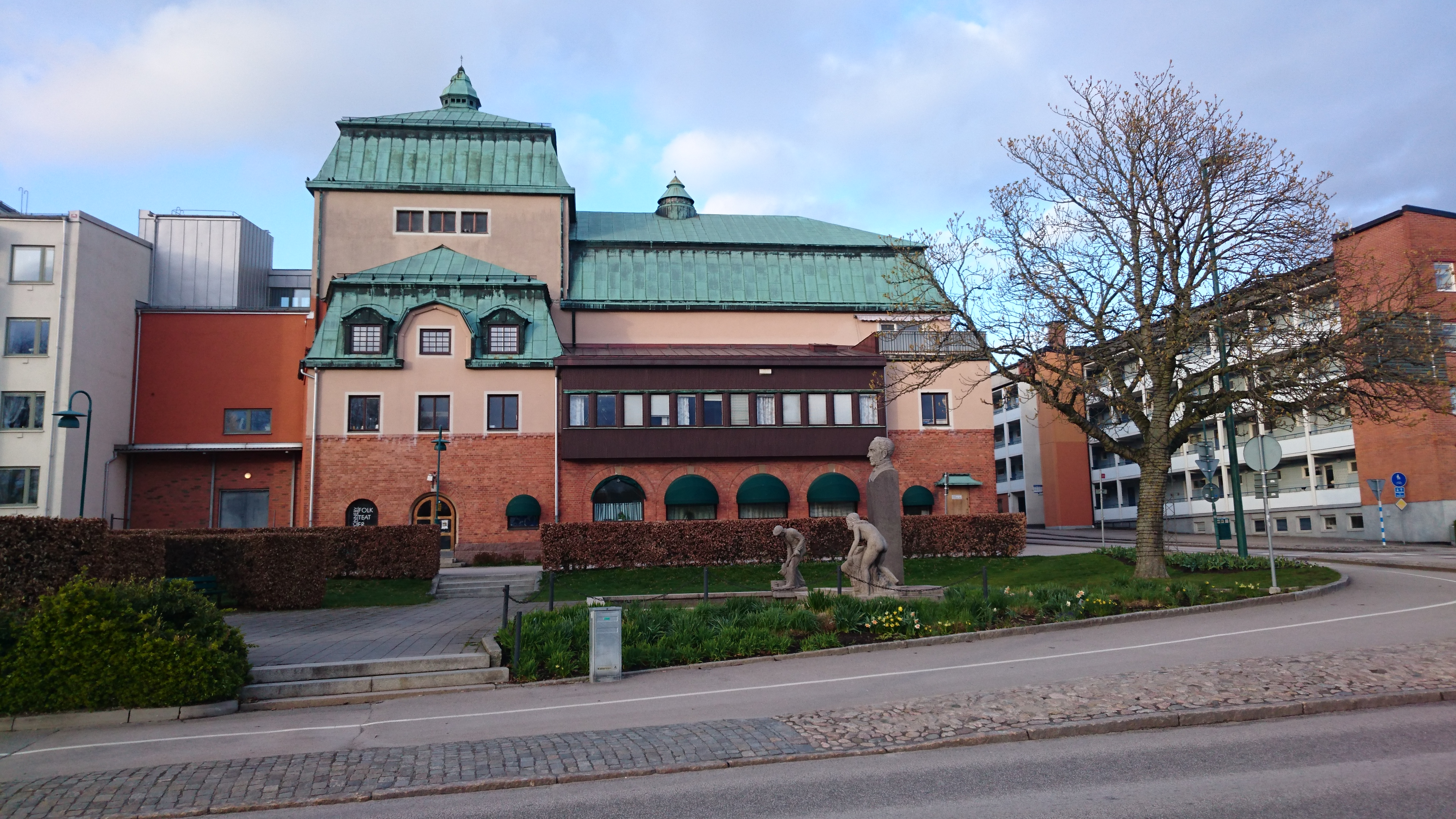
O antigo teatro em Ronneby
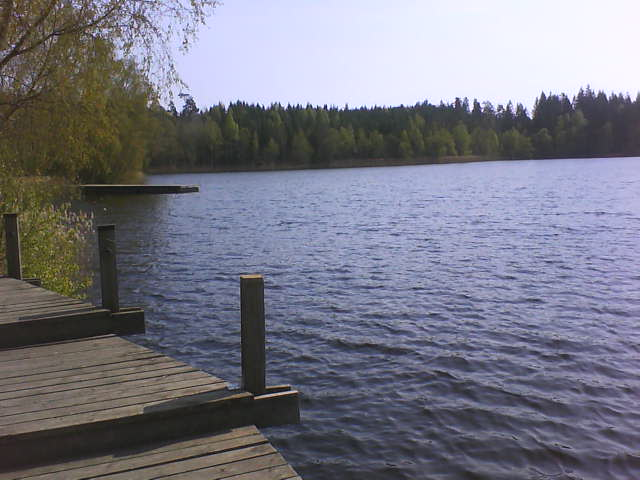
O lago Galtsjön